# Taraxacum flavostylum
Taraxacum flavostylum — вид квіткових рослин з родини айстрових (Asteraceae). Вид зростає в Європі: Чехія, Фінляндія, Німеччина, Польща; це багаторічна рослина помірних біомів.
Рослина ≈ 30 см заввишки, міцна. Листки випростані, сіро-зелені, запушені; ніжка листка зелена або злегка червонувата, крилата; бічних часток листка 4–5 пар, трикутні, гострі, ± горизонтально розширені, верхній край цілокраїй, біля основи опуклий; кінцеві частки листка більші за бічні частки, від трикутної до списоподібної форми, іноді звужені, загострені. Обгортка оливково-зелена. Зовнішні приквітки зверху світло-сіро-зелені, відігнуті, 4–5 мм завширшки, без облямівки.